# أبيس المستجدة
قرية ابيس المستجدة هي إحدى القرى التابعة لمركز كفر الدوار في محافظة البحيرة في جمهورية مصر العربية. حسب إحصاءات سنة 2006، بلغ إجمالي السكان في ابيس المستجدة 7877 نسمة، منهم 3819 رجل و4058 امرأة.

## التاريخ
قرية أبيس المستجدة من القرى القديمة، واسمها الأصلي وقت الفتح الإسلامي لمصر أبيس (بالإنجليزية: ِApis)‏، وقد وردت باسم أبيس في أعمال البحيرة ضمن قرى الروك الصلاحي التي أحصاها ابن مماتي في كتاب قوانين الدواوين، كما وردت باسم أبييس في أعمال البحيرة ضمن قرى الروك الناصري التي أحصاها ابن الجيعان في كتاب «التحفة السنية بأسماء البلاد المصرية». وفي العصر العثماني كان اسمها في تربيع سنة 933هـ/1527م الذي أجراه الوالي العثماني سليمان باشا الخادم في عصر السلطان العثماني سليمان القانوني أبيس ضمن قرى ولاية البحيرة، وفي تاريخ 1228هـ/1813م الذي عدّ قرى مصر بعد المسح الذي قام به محمد علي باشا باسم أبيس المستجدة ضمن قرى مديرية البحيرة.